# Bornitz (Elsteraue)
Bornitz ist eine Ortschaft der Gemeinde Elsteraue im Burgenlandkreis in Sachsen-Anhalt.

## Geografie
Die Ortschaft liegt zwischen Draschwitz und Zeitz direkt an der Bundesstraße 2. Es hält die Buslinie 850 der Personenverkehrsgesellschaft Burgenlandkreis, die zwischen Zeitz und Hohenmölsen verkehrt. Durch Bornitz verläuft der Maibach, der in der neben dem Ort gelegenen Weißen Elster mündet.

## Verkehr
Bornitz liegt an der Bahnstrecke Leipzig-Zeitz und verfügt über einen eigenen Bahnhaltepunkt. Bis 2010 hielten hier Züge, bis der Halt aufgrund von mangelndem Fahrgastaufkommen eingestellt wurde.
Seither gibt es immer wieder Bestrebungen der Bewohner, den Haltepunkt wieder in den Fahrplan aufnehmen zu lassen. Bei einer Petition unterschrieben über 600 Menschen für den Haltepunkt. Im Februar 2025 bekräftigte der Landtagsabgeordnete Rüdiger Erben, dessen Wahlkreis Bornitz umfasst, dass es unverständlich sei, dass die Bahnen zwar durch Bornitz fahren, aber nicht halten.
Im Zuge des S-Bahn-Ausbaus zwischen Leipzig und Zeitz soll der Haltepunkt Bornitz wieder angefahren werden.

## Geschichte
Bornitz wurde 1378 erstmals erwähnt. Die Besiedlung des Ortes geht bis in das Zeitalter der Germanen zurück. Eine Grabstätte der Hermanduren befand sich in der Sand- und Kiesgrube bei Bornitz, dem heutigen Sportplatz. Eine Wassermühle aus dem Jahr 1796, die aus dem Wasser des Maibaches gespeist wurde, wurde bis in die 1990er Jahre betrieben und steht bis heute.